# انوشه حسین
انوشه حسین (متولد ۱۹۸۷ یا ۱۹۸۸) یک پاراکوهنورد و کارمند دولتی بریتانیایی است.

## دوران اولیه زندگی و تحصیل
انوشه حسین در لوکزامبورگ به دنیا آمد و در همان‌جا نیز بزرگ شد. او اجداد بریتانیایی و پاکستانی دارد.
او در حالی به دنیا آمد که نصف دست راستش را از آرنج به پایین نداشت و به مشکلات سلامتی دیگری از جمله سرطان و اهلرز-دنلوس نیز مبتلا بود. والدین انوشه و خود او نیز تحت حمایت مؤسسه خیریه انگلیسی ریچ بودند. این مؤسسه از کودکانی که به نقص عضو دچار هستند و همچنین والدین آنها حمایت می‌کند. او در دوران کودکی می‌رقصید، شنا می‌کرد، کریکت بازی می‌کرد و در هنرهای رزمی نیز شرکت می‌کرد.
او از همان کودکی مشکلات غذایی، مشکلات گوارشی و مشکلات تعادلی داشت و مجبور شد فیزیوتراپی کند. با این حال، از آنجایی که دست راستش را از آرنج به پایین از دست داده بود، فرض بر این بود که مشکلات تعادلی او به این نقص عضو مرتبط است؛ بنابراین، هیچ‌کس به این توجه نکرد که شاید این مشکلات دلیل دیگری داشته و متوجه نشدند که اتفاقات بیشتری در بدن در حال رخ دادن است. او همیشه خمیده بود تا اینکه هایپرموبیل شد و توانست مفاصلش را بچرخاند. هنگامی که او دچار هایپرموبیلیتی شد، پزشک به او گفت که دیگر کاراته کار نکند ولی بعداً تشخیص داده شد که انوشه به اختلال اهلرز-دنلوس مبتلا بوده است. انوشه حسین انگشت شست و کمرش را جراحی کرد و در سن ۲۳ سالگی به سرطان مبتلا شد. او بعد از رادیوتراپی در آخرین روز دچار سوختگی ۳۰ درجه شد و همه واقعاً تعجب کردند زیرا هیچ دردی نداشت. وی واقعاً خارش داشت زیرا آن روز صبح دوش گرفتم و پوستش کنده شد و اصلاً دردی نداشت.
او دارای مدرک مطالعات ترجمه (فرانسوی، انگلیسی و چینی، ۲۰۰۹) از مؤسسه عالی مترجمان فرانسه در بروکسل است و به هشت زبان صحبت می‌کند. او دارای مدرک کارشناسی ارشد در حاکمیت اروپا (۲۰۱۲) از دانشگاه لوکزامبورگ است.

## کوهنوردی
او کوهنوردی را در هشت سالگی در یک سفر مدرسه برای اولین باز تجربه کرده بود، اما پس از درمان سرطان در سن ۲۳ سالگی به این ورزش بازگشت.
او در سال ۲۰۱۸ شرکت پاراکوهنوردی لندن را تأسیس کرد که «هدف آن ایجاد فضای امن و رفع موانعی است که افراد معلول ممکن است در کوهنوردی در لندن داشته باشند».
او در تاریخ ۵ آوریل ۲۰۲۲ رکورد جهانی «بزرگترین مسافت عمودی صعود به دیوار کوهنوردی تنها با یک دست در یک ساعت برای زنان» را هنگامی که ۳۷۴٫۸۵ متر (۱٬۲۲۹٫۸ فوت) در مرکز صعود قلعه در لندن بالا رفت، شکست

## فعالیت‌های دیگر
از سال ۲۰۲۰، او رهبری تنوع و تعامل کارکنان در آژانس نظارتی مقررات داروها و محصولات بهداشتی بوده است.
در سال ۲۰۱۷ او سفیر حمایت انگلستان از اهلرز-دنلوس (ای‌دی‌اس-یوکی) شد.

## افتخارات و قدردانی
حسین برنده جایزه هلن رولاسون ۲۰۱۷ برای الهام گرفتن در جوایز زنان ورزشکار سال ساندی تایمز شد.
در سال ۲۰۱۸، ترزا می، نخست‌وزیر، از حسین با دریافت جایزه نقطه‌های نور تقدیر کرد و او را به عنوان «سفیر پاراکوهنوردی» منصوب کرد.
حسین با جنی تاف برای نوشتن کتاب زنان سرسخت در سال ۲۰۲۲ مشارکت کرد و داستان خود را در آن بیان کرد.
حسین در مراسم افتخارات سال نو ۲۰۲۴ به دلیل خدمات زیادی که به افراد دارای معلولیت به عنوان سفیر حمایت انگلستان از اهلرز-دانلوس و لیمب‌پاور کرده بود و همچنین قهرمان پارالمپیک شده بود، نشان امپراتوری بریتانیا را دریافت کرد. نام او در روزنامه لندن چاپ شد.